# Cathédrale du Souvenir africain de Dakar
La cathédrale Notre-Dame-des-Victoires ou Cathédrale du Souvenir africain est la plus grande église de Dakar (Sénégal) et le siège de l'archevêché. 
Elle est située sur le boulevard de la République dans le quartier de Dakar-Plateau.

## Histoire
Le sanctuaire est édifié sur l'emplacement d'un ancien cimetière lébous, alors choisi par Mgr Hyacinthe-Joseph Jalabert, onzième vicaire apostolique de Sénégambie pour que les morts d'Afrique y soient symboliquement honorés et réunis. Le terrain avait été concédé par le gouvernement.
La cathédrale est consacrée par le cardinal Jean Verdier, archevêque de Paris, le 2 février 1936.
Les obsèques de l'ancien président Léopold Sédar Senghor y ont été célébrées en 2001.
Le cardinal Hyacinthe Thiandoum, décédé en 2004, y repose à l’arrière de l’autel, près de la statue de Notre-Dame des Victoires, sainte patronne de la cathédrale.
L'édifice a été récemment restauré.

## Architecture

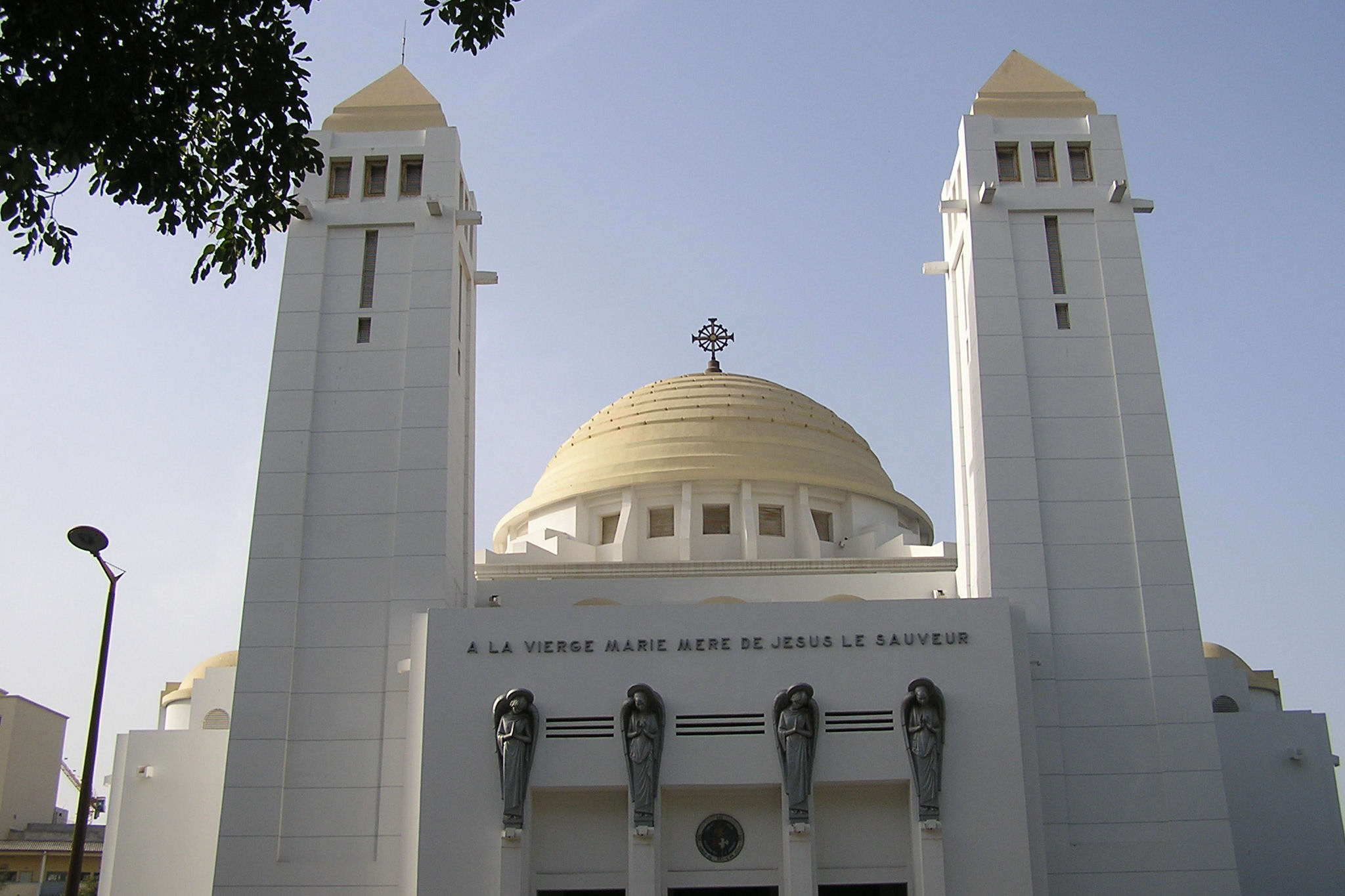
La façade de la cathédrale. Les anges sont l'œuvre de la femme sculpteur Anna Quinquaud et ont été réalisés dans les ateliers de Louis Gaucher, architecte DPLG.

L'édifice monumental, conçu par l'architecte Charles-Albert Wulffleff, puise son inspiration à de multiples sources : tours de style néo-soudanais, coupoles et terrasses byzantines, cariatides auxquelles des jeunes filles peul ont prêté leurs traits. Des matériaux africains (grès rose du Soudan, marbres de Tunisie, bois massifs du Gabon, tapis de Ouagadougou) sont associés aux dalles en granit de Bretagne ou aux ornements de bronze réalisés à Auteuil par les orphelins du Père Brottier.
Une vaste coupole éclairée par vingt fenêtres occupe le centre d'une construction en forme de croix grecque. Des portiques prolongent trois des bras de la croix. Le chœur, entouré d'un déambulatoire donnant accès à cinq chapelles, occupe le quatrième.
Sur le grand portique d'entrée, flanqué de deux tours, s'affichait en lettres capitales l'inscription suivante : « À ses morts d'Afrique, la France reconnaissante ». Depuis, le texte d'origine a été remplacé par un autre : « À la Vierge Marie⁣⁣, ⁣ Mère de Jésus le Sauveur ».
Les quatre anges monumentaux surmontant le portique d'entrée ont été exécutés en 1936 d'après des modèles Peul par la sculptrice africaniste française Anna Quinquaud (1890-1984). 

## Note
1. ↑  « Un Panthéon d'Afrique », L'Illustration, 29 février 1936, p. 261
2. ↑  Anne DORIDOU-HEIM, Anna Quinquaud, exploratrice, sculptrice. Voyage dans les années 1930, Paris, Somogy, 2011, 175 p. (ISBN 978-2-7572-0433-7), p. 83